# Hydractinia apicata
Hydractinia apicata is een hydroïdpoliep uit de familie Hydractiniidae. De poliep komt uit het geslacht Hydractinia. Hydractinia apicata werd in 1959 voor het eerst wetenschappelijk beschreven door Kramp. 